# Арипов, Исмаил Халматович
Исмаил Халматович Арипов — советский хозяйственный, государственный и политический деятель, Герой Социалистического Труда.

## Биография
Родился в 1938 году в Ташкенте. Член КПСС.
С 1954 года — на хозяйственной, общественной и политической работе. В 1954—2008 гг. — каменщик, военнослужащий Советской Армии. строитель, крановщик, бетонщик, бригадир бетонщиков завода крупнопанельного домостроения № 1 Ташкентского домостроительного комбината № 1 Главташкентстроя, председатель махаллинского схода граждан «Бектемир».
За внедрение прогрессивных форм обслуживания оборудования на предприятиях промышленности строительных материалов и в строительстве был в составе коллектива удостоен Государственной премии СССР за выдающиеся достижения в труде 1978 года.
Указом Президиума Верховного Совета СССР от 19 марта 1981 года присвоено звание Героя Социалистического Труда с вручением ордена Ленина и золотой медали «Серп и Молот».
Делегат XXVII съезда КПСС.
Живёт в Узбекистане.